# Puerto de Santa Cruz de La Palma
El Puerto de Santa Cruz de La Palma es un puerto comercial, deportivo y de carga español de interés general gestionado por la Autoridad Portuaria de Santa Cruz de Tenerife. Está situado en los municipios de Santa Cruz de La Palma y Breña Alta (aunque originariamente sólo lo estaba en el primero), en la isla de La Palma.
Junto al puerto se encuentra el Puerto Pesquero de Santa Cruz de La Palma, situado completamente en el municipio de Breña Alta y gestionado por el Gobierno de Canarias y por tanto sin relación con el puerto comercial.

## Puerto deportivo

Contraseña de la provincia marítima de Tenerife a la que pertenece.

El puerto deportivo del Real Club Náutico de La Palma está situado en Santa Cruz de La Palma, al este de la isla canaria de La Palma (España). Bañado por las aguas del océano Atlántico es el puerto más importante de la isla.
Su situación aprovecha una zona de abrigo frente a los temporales predominantes del primer cuadrante y una plataforma litoral de profundidades moderadas. 
Se trata de un puerto de recreo que a su vez también permite la llegada de mercancías para satisfacer las necesidades de los habitantes la zona.

## Historia
Durante el siglo XX, destacan los barcos de la Compañía Trasatlántica Española que eran conocidos como “los vapores del 19”, ya que su escala en la rada palmera se realizaba los días 19 de cada mes. A la sombra del risco de la Concepción fondearon los liners “Montevideo”, “Ciudad de Cádiz”, “Cataluña”, ”Isla de Panay”, “León XIII”, “Antonio López”, “Manuel Calvo”, “P. de Satrústegui2, “Buenos Aires”, “Puerto Rico”, “Marqués de Comillas”, “Juan Sebastián Elcano”, “Magallanes”, y su presencia efectiva se mantuvo hasta 1930 con la última escala del “Manuel Calvo”. El 2 de junio de 1932 se produjo la suspensión definitiva del servicio.

## Destinos regulares
- Trasmediterránea: Cádiz, Las Palmas de Gran Canaria, Santa Cruz de Tenerife.
- Fred. Olsen Express: Los Cristianos, San Sebastián de La Gomera.
- Naviera Armas: La Estaca (Valverde), Los Cristianos, San Sebastián de La Gomera, Santa Cruz de Tenerife.